# Neuschnecken
Die Neuschnecken (Neogastropoda) sind eine artenreiche, fast ausschließlich marin lebende Teilordnung der Hypsogastropoda innerhalb der Ordnung Sorbeoconcha der Schnecken (Gastropoda). Sie lassen sich fossil seit etwa 100 Millionen Jahren nachweisen. Insgesamt wird die Zahl der Neuschneckenarten auf etwa 16000 geschätzt.

## Merkmale
Das spiralig aufgewundene Gehäuse ist meist rechts gewunden und äußerst vielgestaltig. Der untere Rand ist häufig röhrenförmig zu einem Siphonalkanal ausgezogen. Die Verhältnisse in der Mantelhöhle sind gegenüber den Patellogastropoda stark vereinfacht. Die Genitalorgane sind von den Ausscheidungsorganen getrennt. Es ist nur eine halbseitig gefiederte Kieme vorhanden, die mit der ursprünglichen Mittelachse am Mantel verwachsen ist. Häufig ist auch eine ausziehbare Schnauze vorhanden. Die Radula weist meist nur drei Zähne pro Querreihe auf, ein Mittelzahn und zwei Seitenzähne (Ausnahme Conoidea, hier nur ein Giftzahn). Bei Arten mit einer parasitischen Lebensart ist die Radula zurückgebildet oder komplett verloren gegangen im Verlauf der Evolution. Dies geschieht beispielsweise in den Korallenschnecken, eine Unterfamilie der Stachelschnecken. Der Verdauungstrakt bildet am Oesophagus dorsal eine Drüse, die Leiblein-Drüse, die eine Autapomorphie der Neuschnecken darstellt. In Conoidea, verwandelt sich die Leiblein-Drüse im Verlauf der Evolution in eine Giftdrüse, mit der die Beute gelähmt wird. Bei manchen Familien der Neuschnecken ist am Rektum ein drüsiger Anhang, die Analdrüse, vorhanden. Die Tiere sind meist getrenntgeschlechtlich. In manchen parasitischen Arten, mit beschränkter Beweglichkeit, die permanent oder fast permanent auf ihren Wirt leben, sind die Individuen zwittrig und untergehen einen Sexwandel.

## Lebensweise, Vorkommen und Verbreitung
Neuschnecken leben überwiegend räuberisch oder fressen Aas. Sie kommen vom Flachwasser bis in die Tiefsee in nahezu allen Meeren vor. Sie leben fast auf allen Substraten, von sandig-schlickigen bis Hartsubstraten. Zu den Neuschnecken gehören unter anderem die Stachelschnecken (Muricidae), die Hornschnecken (Buccinidae) mit der Wellhornschnecke und die Kegelschnecken (Conidae).

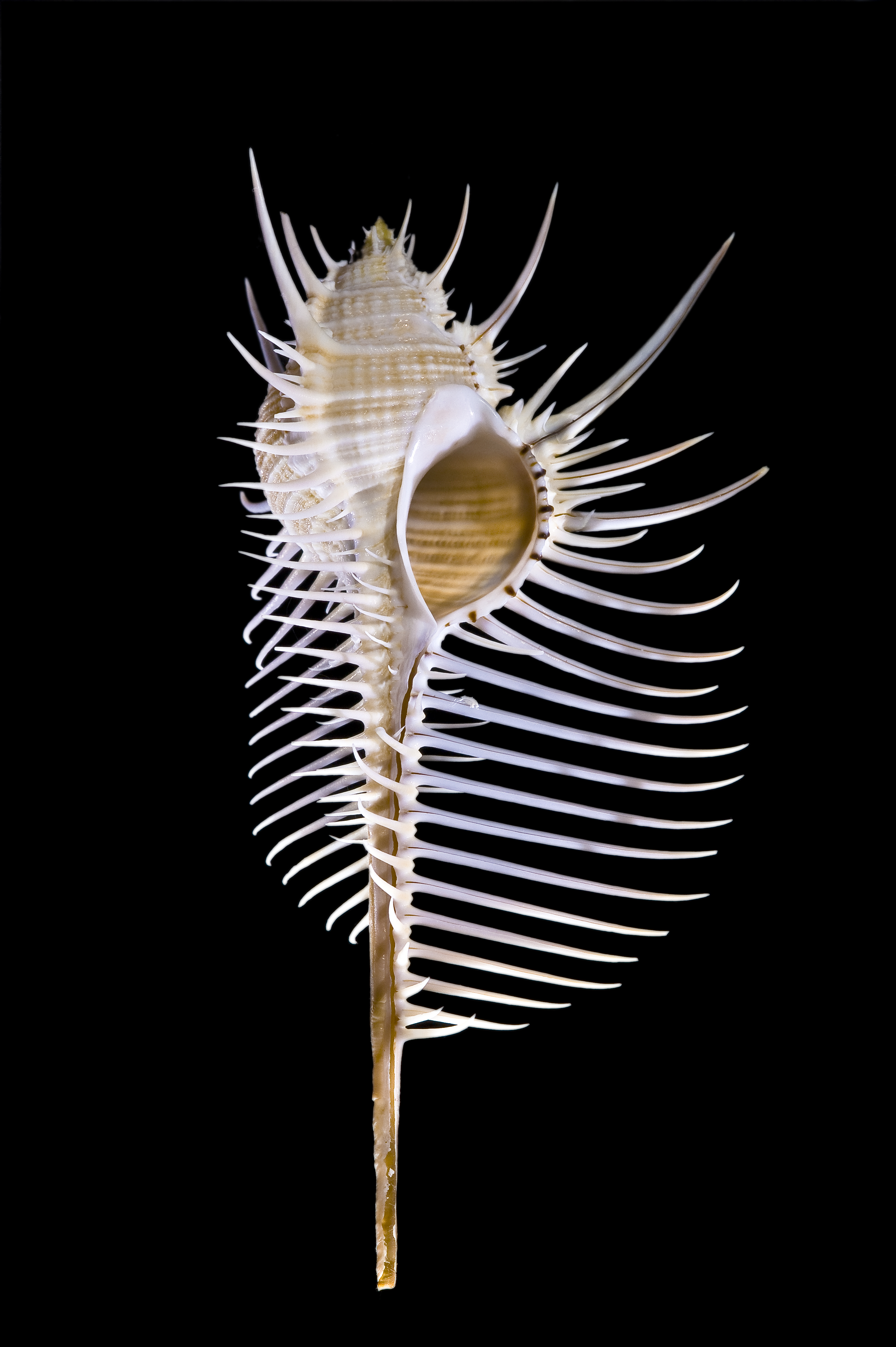
Venuskammschnecke (Murex pecten), eine Stachelschnecke (Muricidae) aus dem indopazifischen Raum

## Systematik
Die Neuschnecken werden in der älteren Literatur auch als Stenoglossa (Schmalzüngler) bezeichnet; dieser Name wird heute als Synonym von Neogastropoda aufgefasst. Der Ast der Neuschnecken innerhalb der Schnecken wird in acht Überfamilien unterteilt.
- Buccinoidea Rafinesque-Schmaltz, 1815
- Conoidea Fleming, 1822
- Mitroidea Swainson, 1831
- Muricoidea Rafinesque-Schmaltz, 1815
- Olivoidea Latreille, 1825
- Pholidotomoidea † Cossmann, 1896
- Turbinelloidea Swainson, 1835
- Volutoidea Rafinesque-Schmaltz, 1815